# 内森·哈特
内森·哈特（英語：Nathan Hart，1993年3月4日—）是一名澳大利亚场地自行车运动员。他曾在2016年夏季奥林匹克运动会团体争先赛上联同马修·格莱策和帕特里克·康斯特布尔获得第4名。
在2018年英联邦运动会，哈特在团体争先赛上联同雅各布·施密德和帕特里克·康斯特布尔获得第3名。